# District de Chuong My
Le District de Chuong My  (vietnamien : Chương Mỹ) est un district (quận) de Hanoï au  Viêt Nam.
On peut y retrouver le site de la bataille de Tốt Động - Chúc Động, qui a eu lieu en 1426. C'est au cours de cette dernière que le Vietnam a acquis son indépendance de la Chine.

## Présentation
Le village même de Chuong est réputé dans tout le Vietnam pour la fabrication des traditionnels chapeaux coniques. Ceux-ci sont fabriqués par les femmes de la région, selon un calendrier bien particulier. 
En effet, la confection de ces chapeaux traditionnels ne s'effectuent que les 4, 10, 14, 20 et 24 mois du mois lunaire.